# FXO
FXO (Foreign Exchange Office, en inglés) es un dispositivo de computador que permite conectar éste a la RTC, y mediante un software especial, realizar y recibir llamadas de teléfono. Sirve sobre todo para implementar centralitas telefónicas (PBX) con un ordenador. Los dispositivos para conectar un teléfono a un ordenador son las llamadas FXS.
Existen dispositivos que se denominan FXO y son usados en los gateway de VoIP, así como en tarjetas de ordenadores con funciones de centralitas telefónicas.
Un claro ejemplo de FXO es un típico módem.